# Левасі (Міссурі)
Левасі (англ. Levasy) — місто (англ. city) в США, в окрузі Джексон штату Міссурі. Населення — 77 осіб (2020).

## Географія
Левасі розташоване за координатами 39°8′7″ пн. ш. 94°7′41″ зх. д. / 39.13528° пн. ш. 94.12806° зх. д. (39.135222, -94.128124).  За даними Бюро перепису населення США в 2010 році місто мало площу 1,56 км², уся площа — суходіл.

## Демографія
Згідно з переписом 2010 року, у місті мешкали 83 особи в 39 домогосподарствах у складі 27 родин. Густота населення становила 53 особи/км².  Було 47 помешкань (30/км²).
Расовий склад населення:
| - 97,6 % — білих |

До двох чи більше рас належало 2,4 %. Частка іспаномовних становила 3,6 % від усіх жителів.
За віковим діапазоном населення розподілялося таким чином: 14,5 % — особи молодші 18 років, 68,6 % — особи у віці 18—64 років, 16,9 % — особи у віці 65 років та старші. Медіана віку мешканця становила 50,3 року. На 100 осіб жіночої статі у місті припадало 93,0 чоловіків;  на 100 жінок у віці від 18 років та старших — 97,2 чоловіків також старших 18 років.
Середній дохід на одне домашнє господарство  становив 56 479 доларів США (медіана — 41 944), а середній дохід на одну сім'ю — 62 705 доларів (медіана — 42 361). За межею бідності перебувало 17,3 % осіб, у тому числі 14,3 % дітей у віці до 18 років та 0,0 % осіб у віці 65 років та старших.
Цивільне працевлаштоване населення становило 30 осіб. Основні галузі зайнятості: роздрібна торгівля — 30,0 %, науковці, спеціалісти, менеджери — 16,7 %, будівництво — 13,3 %, освіта, охорона здоров'я та соціальна допомога — 10,0 %.